# Zelma
Zelma es un pueblo canadiense situado en la provincia de Saskatchewan.

## Superficie
Zelma tiene una superficie de 0,71 km².

## Demografía
En 2021, tenía 28 habitantes, una densidad poblacional de 39,3 hab./km², y 12 viviendas.